# Чон-Кызыл-Суу
Чон-Кызыл-Суу (кирг. Чоң-Кызыл-Суу) — село в Джети-Огузском районе Иссык-Кульской области Кыргызстана. Входит в состав Светлополянского аильного округа. Код СОАТЕ — 41702 210 860 02 0.

## Население
По данным переписи 2009 года, в селе проживало 505 человек.

## Известные уроженцы
- Ибраев, Бообек (1934—2000) — киргизский и советский режиссёр, народный артист Кыргызстана.